# Sopronszentmárton
Sopronszentmárton (németül Markt Sankt Martin, horvátul Sveti Martin) mezőváros Ausztriában, Burgenland tartományban, a Felsőpulyai járásban.
Közigazgatásilag még Lánzsér (Landsee), Lánzsérújfalu (Neudorf bei Landsee) és Virány (Blumau) tartozik hozzá.

## Fekvése
A falu a Soproni-hegységtől délre egy völgyben található.
A kataszteri közösségek Lánzsér, Lánzsérújfalu és Markt Sankt Martin.

## Népesség
1910-ben 898 német és magyar lakta. 2001-ben 1171 lakosából német 1126 fő (96,15%), horvát 19 (1,62%), magyar 6 (0,51%), egyéb 20 fő (1,7%) volt.

## Története
A települést  1222-ben "Villa sancti Martini" néven említik először, 1359-ben "Poss. Zenthmarton" néven szerepel oklevélben. Valószínűleg már 1222-ben állt Szent Márton püspök tiszteletére szentelt temploma és a falu a templom védőszentjéről kapta a nevét. 1498-ban "Tricesima filialis Szent Márton" néven mint Lánzsér várához tartozó fiók-harmincadhelyet említik.
1529-ben a Bécs elleni hadjárat során elpusztította a török, ezután  1530 körül a török elől menekülő horvátok telepedtek le a vidéken. 1532-ben Kőszeg ostromával egy időben újabb török pusztítás érte. 1580 körül lakói evangélikusok lettek. A lánzséri váruradalomhoz tartozó mezőváros a 17. századtól az Esterházy családé lett. Katolikus plébániáját 1636-ban alapították újra, anyakönyveit 1669-től vezetik. A horvát település később elnémetesedett.
Vályi András szerint " SZENT MÁRTON. Német Mezőváros Sopron Várm. földes Ura Hg. Eszterházy Uraság, lakosai katolikusok, fekszik Sopronhoz 2 4/8 mértföldnyire; két nyomásbéli határja hegyes, és középszerű, szőleje nintsen, réttye bőven van, piatza Sopronban."
Fényes Elek szerint " Szent-Márton, német mezőváros, Sopron vmegyében, Sopronhoz nyugotra 3 mfd., 744 kath. lak., par. szentegyházzal. Határa igen hegyes és sovány; van 744 h. urb. szántófölde, 160 h. rétje; a majorsági birtok nem tudatik. Két kis patakon kivül emlitést érdemel még az, hogy néhol láva maradványok szántatnak fel. Két országos vásárt tart, u. m. jun. 15., és nov. 12-kén. Birja herczeg Eszterházy és a Sibrik család."
A trianoni békeszerződésig Sopron vármegye Felsőpulyai járásához tartozott, majd 1921-ben Ausztriához került. 1971-ben Hozzácsatolták a szomszédos Lánzsér és Lánzsérújfalu településeket.

## Nevezetességei
- Szent Márton tiszteletére szentelt római katolikus plébániatemploma 1500 körül már állt, valószínűleg 13. századi eredetű. Mai formáját az 1879-es átépítés után nyerte el.
- A településtől északra a Klosterbergen az Esterházyak által 1701-ben alapított kamalduli kolostor maradványai állnak. A kolostort 1782-ben a rend feloszlatásakor hagyták el a szerzetesek.
- A Heidriegelen egy a lakosság menedékére épített parasztvár maradványai találhatók.
- A Rehbreiten nevű mocsaras határrészén egy 16. vagy 17. században épített templom romjai láthatók.

## Turizmus
A falu hegyikerékpáros útvonal mentén fekszik.

## Testvértelepülése
Csesznek, Magyarország